# David Duchovny
David William Duchovny (New York, 7 augustus 1960) is een Amerikaans televisie- en filmacteur. Hij won in 1997 een Golden Globe voor zijn hoofdrol als FBI-agent Fox Mulder in de sciencefictionserie The X-Files en in 2008 een tweede voor die als Hank Moody in de komedieserie Californication. Duchovny maakte in 1988 zijn film- en acteerdebuut als niet bij naam genoemde gast op de verjaardag van hoofdpersonage Tess McGill (Melanie Griffith) in de romantische komedie Working Girl.

## Acteercarrière
Duchovny studeerde aan de Princeton-universiteit en behaalde een master in literatuur aan Yale. Voor hij doorbrak als hoofdrolspeler in The X-Files (1993-2002) was hij te zien in meerdere afleveringen van series als Twin Peaks (als vrouwelijke agent), Red Shoe Diaries en The Larry Sanders Show. In het laatstgenoemde programma parodieerde hij onder meer Sharon Stones scène uit Basic Instinct, waarin ze ondervragende agenten een blik gunt op haar sliploze kruis. Zijn aandeel in het programma leverde Duchovny in 1999 een American Comedy Award op. Ook was hij een aantal keren gastheer van de uitzendingen van het komische televisieprogramma Saturday Night Live.
Duchovny kwam in de laatste seizoenen van The X-Files op eigen verzoek nog maar zelden in beeld, omdat hij zich toe wilde leggen op films. Daarom werd de hoofdpersoon-status van zijn personage Fox Mulder in seizoen acht en negen overgenomen door het nieuwe personage John Doggett, gespeeld door Robert Patrick. Duchovny en zijn personage waren in 2008 wel prominent aanwezig in de film The X-Files: I Want to Believe, die zes jaar na het negende (en lange tijd laatste) seizoen uitkwam. In 2015 werd een tiende seizoen van enkele afleveringen gemaakt, met de originele cast. Deze afleveringen werden vanaf eind januari 2016 uitgezonden in de Verenigde Staten en in Nederland en vanaf eind april 2016 in België.
Het opbouwen van een filmcarrière verliep niet helemaal zoals Duchovny hoopte. Hij wist na The X-Files maar een handvol rollen te bemachtigen, in films die weinig media-aandacht genereerden. Het was in de vorm van Californication opnieuw een televisieserie waarmee hij zichzelf terug op de kaart plaatste. Duchovny speelt hierin sinds 2007 de hoofdrol als de zich van bed naar bed werkende Hank Moody. Daarmee won de acteur in 2008 persoonlijk een Golden Globe en de serie een Emmy Award.
Voor zijn televisiewerk kreeg Duchovny in 2016 een ster op de Hollywood Walk of Fame. Met een knipoog naar zijn rol in The X-Files is die voor het FOX-theater geplaatst.

## Privé
Duchovny was van 1997 tot 2014 getrouwd met actrice Téa Leoni. Samen kregen ze in april 1999 een dochter en in juni 2002 een zoon.

## Filmografie
| Jaar | Titel                                        | Rol                                  | Extra informatie    |
| ---- | -------------------------------------------- | ------------------------------------ | ------------------- |
| 2013 | Louder Than Words                            | John Fareri                          |                     |
| 2013 | Phantom                                      | Bruni                                |                     |
| 2012 | Goats                                        | Geitenman                            |                     |
| 2009 | The Joneses                                  | Steve Jones                          |                     |
| 2008 | The X-Files: I Want to Believe               | Fox Mulder                           |                     |
| 2007 | Si j'étais toi aka The Secret                | Dr. Benjamin Marris                  |                     |
| 2007 | Things We Lost in the Fire                   | Brian Burke                          |                     |
| 2006 | Queer Duck: The Movie                        | Tiny Jesus                           | rechtstreeks op dvd |
| 2006 | The TV Set                                   | Mike Klein                           |                     |
| 2005 | Trust the Man                                | Tom                                  |                     |
| 2004 | House of D                                   | Tommy                                |                     |
| 2004 | Connie and Carla                             | Jeff                                 |                     |
| 2002 | Full Frontal                                 | Bill/Gus                             |                     |
| 2002 | Red Shoe Diaries 15: Forbidden Zone          | Jake Winters                         | rechtstreeks op dvd |
| 2001 | Zoolander                                    | J.P. Prewitt                         |                     |
| 2001 | Evolution                                    | Dr. Ira Kane                         |                     |
| 2001 | Red Shoe Diaries 17: Swimming Naked          | Jake Winters                         | rechtstreeks op dvd |
| 2000 | Red Shoe Diaries 14: Luscious Lola           | Jake Winters                         | rechtstreeks op dvd |
| 2000 | Return to Me                                 | Bob Rueland                          |                     |
| 2000 | Red Shoe Diaries 12: Girl on a Bike          | Jake Winters                         | rechtstreeks op dvd |
| 2000 | Red Shoe Diaries 18: The Game                | Jake Winters                         | rechtstreeks op dvd |
| 1998 | The X-Files                                  | Fox Mulder                           |                     |
| 1997 | Red Shoe Diaries 16: Temple of Flesh         | Jake Winters                         | rechtstreeks op dvd |
| 1997 | Red Shoe Diaries 8: Night of Abandon         | Jake Winters                         | rechtstreeks op dvd |
| 1997 | Playing God                                  | Dr. Eugene Sands                     |                     |
| 1997 | Red Shoe Diaries 7: Burning Up               | Jake Winters                         | rechtstreeks op dvd |
| 1996 | Red Shoe Diaries 13: Four on the Floor       | Jake Winters                         | rechtstreeks op dvd |
| 1996 | Red Shoe Diaries 9: Slow Train               | Jake Winters                         | rechtstreeks op dvd |
| 1996 | Red Shoe Diaries 6: How I Met My Husband     | Jake Winters                         | rechtstreeks op dvd |
| 1995 | Red Shoe Diaries 5: Weekend Pass             | Jake Winters                         | rechtstreeks op dvd |
| 1994 | Red Shoe Diaries 4: Auto Erotica             | Jake Winters                         | rechtstreeks op dvd |
| 1993 | Red Shoe Diaries 3: Another Woman's Lipstick | Jake Winters                         | rechtstreeks op dvd |
| 1993 | Kalifornia                                   | Brian Kessler                        |                     |
| 1993 | Red Shoe Diaries 2: Double Dare              | Jake Winters                         | rechtstreeks op dvd |
| 1992 | Chaplin                                      | Rollie Totheroh                      |                     |
| 1992 | Venice/Venice                                | Dylan                                |                     |
| 1992 | Red Shoe Diaries                             | Jake Winters                         | televisiefilm       |
| 1992 | Baby Snatcher                                | David                                | televisiefilm       |
| 1992 | Beethoven                                    | Brad                                 |                     |
| 1992 | Ruby                                         | Officer Tippit                       |                     |
| 1991 | The Rapture                                  | Randy                                |                     |
| 1991 | Don't Tell Mom the Babysitter's Dead         | Bruce                                |                     |
| 1991 | Julia Has Two Lovers                         | Daniel                               |                     |
| 1990 | Bad Influence                                | Clubbezoeker met bril                |                     |
| 1990 | Denial                                       | John                                 |                     |
| 1989 | New Year's Day                               | Billy                                |                     |
| 1988 | Working Girl                                 | Tess' vriend op het verjaardagsfeest |                     |

### Televisieseries
*Exclusief eenmalige gastrollen
- Aquarius - Sam Hodiak (2015-2016)
- Californication - Hank Moody (2007-2014)
- Life with Bonnie - Johnny Volcano (2002, twee afleveringen)
- The X-Files - Fox Mulder (1993-2016, 183 afleveringen)
- The Larry Sanders Show - David Duchovny (1995-1996, twee afleveringen)
- Red Shoe Diaries - Jake Winters (1992-1996, veertien afleveringen)
- Twin Peaks - Dennis / Denise Bryson (1990-1991, vier afleveringen)

## Trivia
- Duchovny is pescotariër
- Duchovny betekent "spiritueel" in het Russisch (Духовный)
- Duchovny is in de videogame XIII te horen als XIII/Steve Rowland/Jason Fly

- Bibsys: 98014256
- Biblioteca Nacional de España: XX1288677
- Bibliothèque nationale de France: cb131715015 (data)
- Catàleg d'autoritats de noms i títols de Catalunya: 981058508261006706
- CiNii: DA18577187
- Gemeinsame Normdatei: 119439328
- International Standard Name Identifier: 0000 0001 0920 1261
- Library of Congress Control Number: no95032951
- Nationale Bibliotheek van Letland: 000289571
- MusicBrainz: f9ebf0e1-e46d-4094-ae2c-b6de252ca19e
- Bibliotheek van het Japanse parlement: 001228101
- Nationale Bibliotheek van Tsjechië: jn20000720063
- Nationale bibliotheek van Australië: 35565278
- Nationale Bibliotheek van Israël: 987007369876005171
- Nationale Bibliotheek van Roemenië: 770164898
- Nederlandse Thesaurus van Auteursnamen: 157896978
- Réseau des bibliothèques de Suisse occidentale: 02-A013590656
- SNAC: w6b85w7g
- Système universitaire de documentation: 072310340
- Trove: 997883
- Virtual International Authority File: 84043191
- WorldCat: E39PBJkxGvT3RJfdB6mc6VH9jC